# Aeropuerto Internacional de Uruapan
El Aeropuerto Internacional de Uruapan o Aeropuerto Internacional General y Licenciado Ignacio López Rayón (Código IATA: UPN - Código OACI: MMPN - Código DGAC: UPN), es un aeropuerto internacional localizado en Uruapan y fue construido estratégicamente en el centro del estado de Michoacán, México. Conecta a la región de la Meseta Purépecha con la de Tierra Caliente, hacia la costa del Pacífico. 

## Información
El aeropuerto fue incorporado a la red ASA en 1970, cuenta con una superficie de 264 hectáreas aproximadamente y su plataforma para la aviación comercial es de 15,652 metros cuadrados; además tiene tres posiciones y una pista de 2.4 kilómetros de longitud apta para recibir aviones tipo Boeing 737 y Airbus A320.
Cuenta con servicio de restaurante, locales comerciales, casa de cambio, cafetería, snack bar, posee estacionamiento propio, con capacidad de más de 100 lugares y servicio de transporte terrestre. 
En el 2021, Uruapan recibió a 167,112 pasajeros, mientras que en el 2022 recibió a 151,151 pasajeros, según datos publicados por Aeropuertos y Servicios Auxiliares. 
Fue declarado Internacional el día 12 de mayo de 2010 por el Presidente Felipe Calderón Hinojosa según el comunicado 078 de la SCT. La medida se apega al Plan Nacional de Desarrollo 2007-2012, ya que amplía la infraestructura aeroportuaria y promueve el crecimiento económico regional, además de generar fuentes de empleo.
El aeropuerto fue nombrado por Ignacio López Rayón, insurgente michoacano que encabezó el movimiento de independencia a la muerte del cura Miguel Hidalgo.
En el aeropuerto de Uruapan tienen su base 103 aeronaves de las cuales el 100% son de ala fija.
Su horario oficial de operación es de las 7:00 a las 19:00 horas.

## Aerolíneas y destinos

### Pasajeros
| Destinos por aerolínea                                                  | Destinos por aerolínea | Destinos por aerolínea | Destinos por aerolínea |
| Aerolínea                                                               | Destinos               |                        |                        |
| ----------------------------------------------------------------------- | ---------------------- | ---------------------- | ---------------------- |
| Volaris                                                                 | Los Ángeles, Tijuana   |                        |                        |
| Total: 2 destinos (1 nacional, 1 internacional), 1 aerolínea (nacional) |                        |                        |                        |

### Destinos nacionales
Se brinda servicio a 1 ciudad dentro del país a cargo de 1 aerolínea.

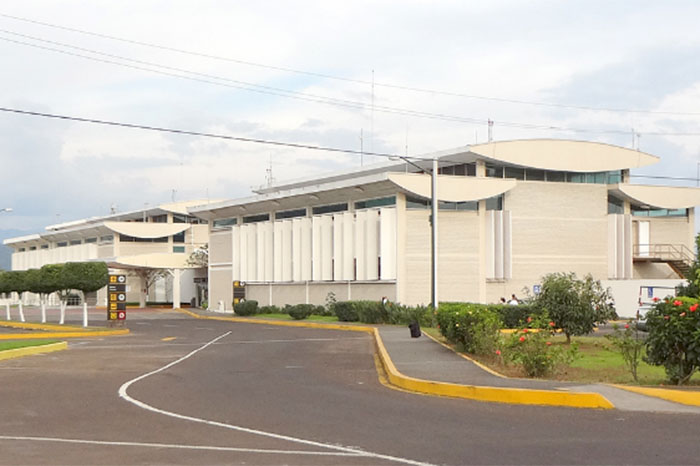
Fachada del aeropuerto.

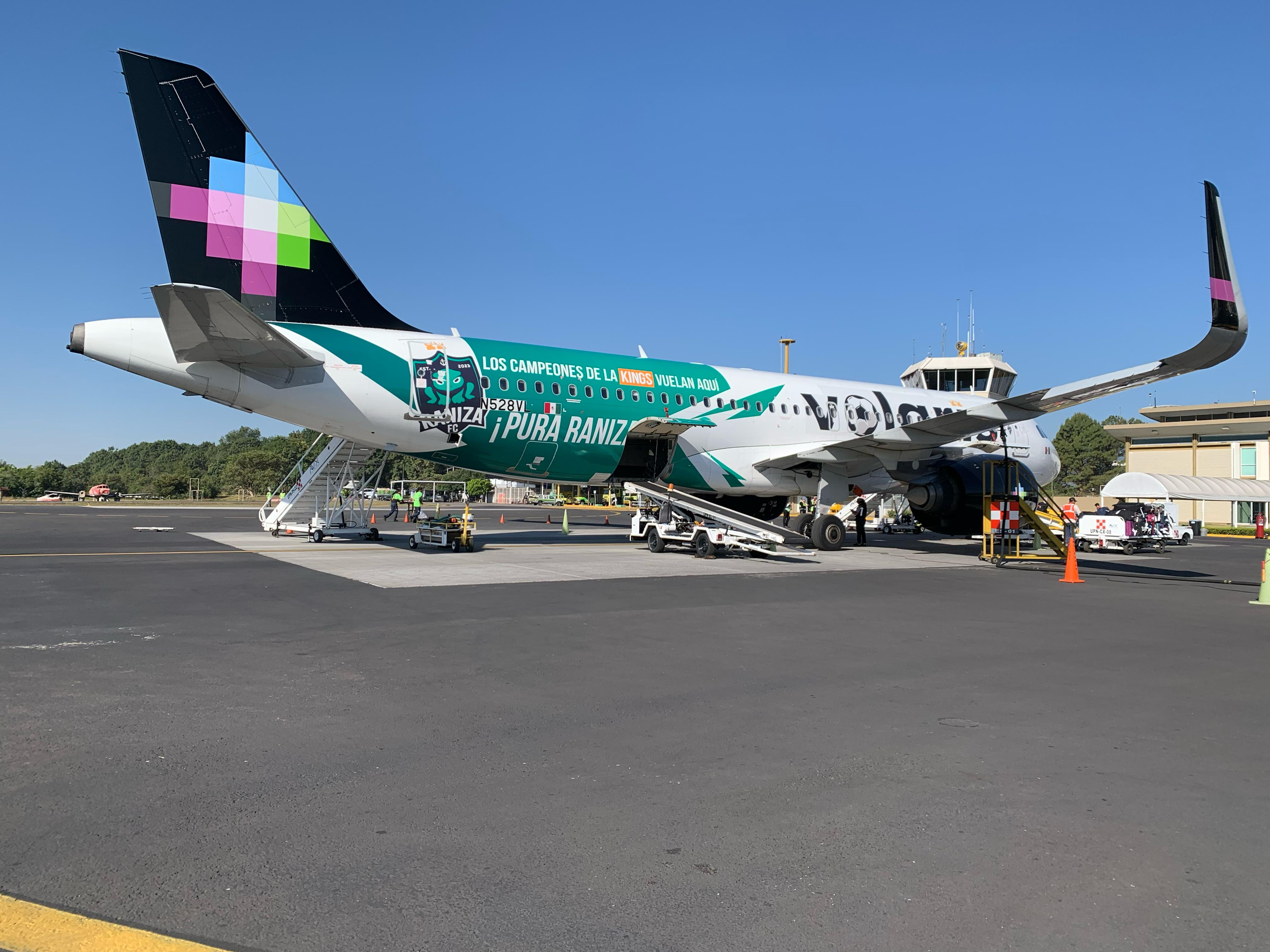
A320 de Volaris en el Aeropuerto Internacional de Uruapan.

| Tijuana (TIJ) | • |   | 1 |
| Total         | 1 | 0 | 1 |

### Destinos internacionales
Se brinda servicio a 1 ciudad extranjera en Estados Unidos, a cargo de 1 aerolínea.
| Ciudades                                | Nombre del aeropuerto                   | Aerolíneas   |              |
| Norteamérica                            | Norteamérica                            | Norteamérica | Norteamérica |
| --------------------------------------- | --------------------------------------- | ------------ | ------------ |
| Estados Unidos (1 destino, 1 aerolínea) |                                         |              |              |
| Los Ángeles                             | Aeropuerto Internacional de Los Ángeles | Volaris      |              |
| Total: 1 destino, 1 país, 1 aerolínea   |                                         |              |              |

## Estadísticas

### Tráfico anual
Según datos publicados por la Agencia Federal de Aviación Civil, en 2022 el aeropuerto recibió 151,151 pasajeros, un decremento del 9.55% con el año anterior. 
| Año  | Pasajeros Totales | cambio en % | Movimiento de carga (t) | Operaciones aéreas |
| 2006 | 150,047           | Sin cambios | 251                     | 7,569              |
| 2007 | 135,211           | 9.89%       | 221                     | 6,869              |
| 2008 | 110,816           | 18.04%      | 71                      | 7,417              |
| 2009 | 106,748           | 3.67%       | 9                       | 7,159              |
| 2010 | 107,379           | 0.59%       | 11                      | 6,481              |
| 2011 | 109,455           | 1.93%       | 1                       | 6,312              |
| 2012 | 112,275           | 2.58%       | 11                      | 5,509              |
| 2013 | 113,101           | 0.74%       | 40                      | 5,074              |
| 2014 | 106,949           | 5.44%       | 28                      | 4,866              |
| 2015 | 110,067           | 2.92%       | 1                       | 4,816              |
| 2016 | 128,578           | 16.82%      | 0                       | 4,145              |
| 2017 | 150,192           | 16.81%      | 0                       | 4,485              |
| 2018 | 160,045           | 6.6%        | -                       | 5,201              |
| 2019 | 167,796           | 4.84%       | 0                       | 5,123              |
| 2020 | 129,019           | 23.11%      | 0                       | 4,238              |
| 2021 | 167,112           | 29.53%      | 0                       | 5,032              |
| 2022 | 151,151           | 9.55%       | 0                       | 4,599              |
| 2023 | 173,005           |             | 0                       | 4,546              |
| 2024 | 172,193           |             | 0                       | 4,819              |
| ---- | ----------------- | ----------- | ----------------------- | ------------------ |

## Accidentes e incidentes
- El 14 de agosto de 1966 una aeronave Piper PA-30 Twin Comanche con matrícula N7800Y que había despegado del Aeropuerto de Uruapan en un vuelo privado, se precipitó a tierra poco tiempo después de despegar debido a una falla estructural en el marco de la aeronave, impactando contra terreno y matando al piloto y a los tres pasajeros.[4][5]

- El 31 de agosto de 1988 un Embraer EMB-110P1 Bandeirante de la aerolínea Transporte Aéreo Federal con matrícula XC-COX que partió del Aeropuerto de Uruapan con rumbo a Lázaro Cárdenas se estrelló en el Cerro de la Calera, cerca de la ciudad de Arteaga, Michoacán falleciendo los 2 pilotos y los 18 pasajeros.[6]

- El 1 de diciembre de 1988 una aeronave Cessna 210 con matrícula XA-HAO que operaba un servicio de taxi aéreo de Aero Cuahonte entre el Aeropuerto de Uruapan y el Aeropuerto de la Ciudad de México se estrelló cerca del poblado de Agostitlán, Michoacán, matando al piloto y al ciuadadano de origen israelí llamado Amirán Nir.[7][8]

- El 4 de octubre de 1989 una aeronave Piper PA-30 Twin Comanche con matrícula XA-WIZ operada por Aero Jalisco que regresaba del Aeropuerto de Uruapan a su base en el Aeropuerto de Guadalajara se estrelló aparentemente por causas meteorológicas y de baja visibilidad, matando al piloto.[9][10]

- El 16 de diciembre de 1990 una aeronave Cessna 206 con matrícula XA-JOB perteneciente a Aerotaxis Ester Martínez y Heraclio Benítez S.A. de C.V. sufrió un incendio de cabina mientras realizaba su aproximación al Aeropuerto de Uruapan, obligándola a aterrizar de emergencia y dejando heridos a los 3 ocupantes. La aeronave provenía del Aeropuerto de Lázaro Cárdenas.[11]

- El 17 de junio de 1992 una aeronave Piper PA-34-200 Seneca con matrícula XA-RTO que operaba un vuelo chárter de Aero Sudpacífico entre el Aeropuerto de Uruapan y el Aeropuerto de Guadalajara tuvo un "aterrizaje de panza" después de que el piloto olvidó desplegar el tren de aterrizaje, causando daños irreparables en la aeronave. Los dos ocupantes resultaron ilesos.[12]

- El 13 de junio de 1994 una aeronave Swearingen SA226-TC Metro II con matrícula XA-SLU operada por Aero Cuahonte proveniente del Aeropuerto de Lázaro Cárdenas se estrelló en una montaña durante su aproximación al Aeropuerto de Uruapan matando a los 2 pilotos y a los 9 pasajeros. La aeronave se estrelló debido a la espesa niebla y al mal clima.[13][14][15]

- El 4 de febrero de 1997 una aeronave Swearingen SA226-TC Metro II con matrícula XA-HAO operada por Aero Cuahonte se despistó al aterrizar en el Aeropuerto de Uruapan colapsando el tren de aterrizaje. No hubo víctimas fatales.[16][14][15]

- El 9 de noviembre de 1999 se estrelló al despegar del Aeropuerto de Uruapan la aeronave McDonnell Douglas DC-9-31F con matrícula XA-TKN que operaba el Vuelo 725 de TAESA y se dirigía a la Ciudad de México, matando a las 18 personas a bordo.[17]

- El 6 de marzo de 2004 una aeronave Cessna 182 Skylane con matrícula XB-MIR procedente del Aeropuerto de San Luis Potosí que tenía como destino el Aeropuerto de Uruapan se estrelló en el Cerro de San Miguelito, a unas 14 millas náuticas del Aeropuerto de San Luis Potosí, matando a sus 4 ocupantes.[18]

- El 18 de abril de 2008 partió del Aeropuerto de Uruapan rumbo a un plantío de enervantes la aeronave Bell 212 con matrícula 1415 perteneciente a la Fuerza Aérea Mexicana, misma que se desplomó alrededor de las 12:00 horas a unos 9 km de Uruapan, en el accidente murieron 11 tripulantes y uno resultó herido de gravedad.[19]

- El 12 de agosto de 2010 una aeronave Cessna 172H Skyhawk con matrícula XB-SIC se estrelló mientras se aproximaba al Aeropuerto de Uruapan, matando a su piloto que había despegado del Aeropuerto de Apatzingán.[20][21]

- El 15 de agosto de 2015 la aeronave Cessna 182 con matrícula XB-HLN partió del aeropuerto de Uruapan, a los pocos minutos presentó una falla mecánica por lo que intentó regresar al aeropuerto para realizar un aterrizaje forzoso el cual no logró concretar, estrellándose en una huerta de aguacates y dejando un muerto y 2 heridos. La aeronave tenía como destino Celaya.[22][23][24][25]

- El 6 de mayo de 2019 la aeronave Airbus A320-271N de la aerolínea de bajo costo Volaris, con matrícula XA-VRH, aterrizó de emergencia en el Aeropuerto Internacional de Mazatlán. El vuelo Y4801 con 146 pasajeros a bordo despegó del Aeropuerto Internacional de Tijuana con destino al Aeropuerto Internacional de Uruapan; cuando la aeronave tuvo fallas mecánicas en ambos motores y aterrizó de emergencia en dicho aeropuerto. Los pasajeros y la tripulación resultaron ilesos.[26][27]

## Aeropuertos cercanos
Los aeropuertos más cercanos son:
- Aeropuerto Internacional General Francisco J. Múgica (117km)
- Aeropuerto Nacional de Lázaro Cárdenas (158km)
- Aeropuerto Nacional Licenciado Miguel de la Madrid (161km)
- Aeropuerto Internacional de Guadalajara (181km)
- Aeropuerto Internacional del Bajío (182km)